# Martin (Dakota del Sur)
Martin es una ciudad ubicada en el condado de Bennett en el estado estadounidense de Dakota del Sur. En el Censo de 2010 tenía una población de 1.071 habitantes y una densidad poblacional de 784,66 personas por km².

## Geografía
Martin se encuentra ubicada en las coordenadas 43°10′30″N 101°43′56″O / 43.17500, -101.73222. Según la Oficina del Censo de los Estados Unidos, Martin tiene una superficie total de 1.36 km², de la cual 1.36 km² corresponden a tierra firme y (0%) 0 km² es agua.

## Demografía
Según el censo de 2010, había 1.071 personas residiendo en Martin. La densidad de población era de 784,66 hab./km². De los 1.071 habitantes, Martin estaba compuesto por el 41.64% blancos, el 0.09% eran afroamericanos, el 48.27% eran amerindios, el 1.21% eran asiáticos, el 0% eran isleños del Pacífico, el 0.47% eran de otras razas y el 8.31% pertenecían a dos o más razas. Del total de la población el 4.11% eran hispanos o latinos de cualquier raza.